# پلی‌من (شبکه تلویزیونی)
پلی من (شبکه‌تلویزیونی) (انگلیسی: Playmen TV) یک شبکه زبان انگلیسی است که به پخش محتوای بزرگسال از طریق تلویزیون پولی اقدام میک‌ند.